# Giovanni Gasperini (ginnasta)
Giovanni Gasperini (Ferrara, 6 marzo 1886 – ...) è stato un ginnasta italiano.
Ha partecipato alle Olimpiadi 1908 tenutesi a Londra, in cui la rappresentativa italiana maschile si è classificata al sesto posto nel concorso a squadre. 